# 케플러-16

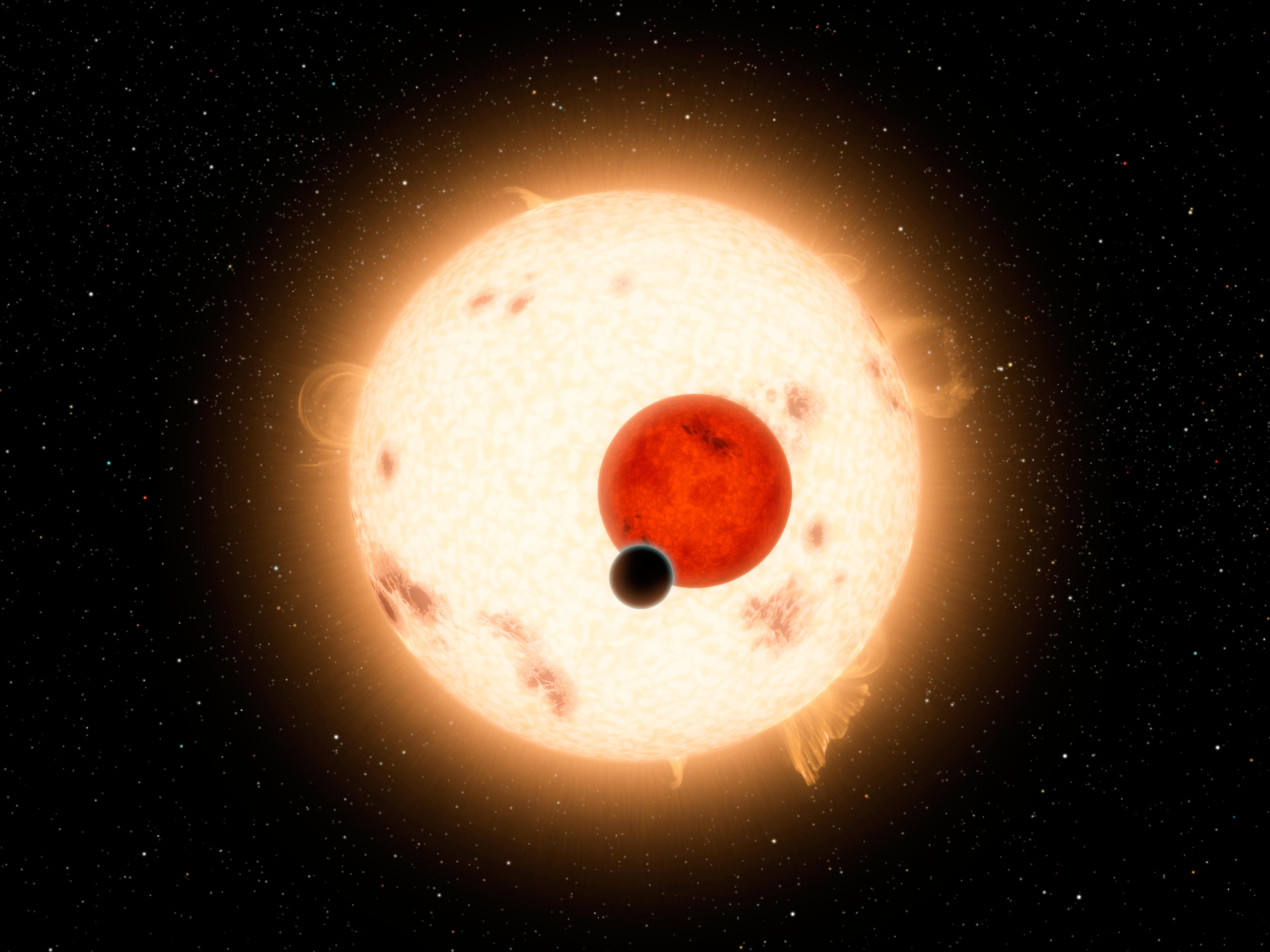

케플러-16은 백조자리에 있는 쌍성계이다. 케플러 계획의 목표가 되었다. 이 두 별은 각각 태양보다 작다. 주성인 케플러-16A는 분광형 K인 오렌지색 왜성이며 반성인 케플러-16B는 M형 적색 왜성이다. 이 둘은 약 0.22 AU떨어져 있으며 질량 중심을 대략 41일주기로 공전한다.
이중성계는 케플러-16b라는 쌍성주위 행성으로 외계행성을 가지고 있다. 토성보다 약간 작으며 질량은 목성의 약 1/3이다. 공전 주기는 약 228.776일이다.

## 같이 보기
- 케플러 계획
- 외계 행성이 확인된 항성 목록